# Протопопов, Герман Яковлевич
Герман Яковлевич Протопопов (7 октября 1930 — 3 апреля 1989) — советский конструктор-оружейник, долгое время работавший на Ижевском механическом заводе.
Известен созданием оригинальных систем спортивного пневматического оружия (например ИЖ-32), считается одним из основоположников этого направления в СССР. Отличник качества министерства (1978). Обладатель звания «Лучший изобретатель Министерства».

## Биография
Родился в 1930 году.
В 1950 году окончил Тамбовское артиллерийско-техническое училище в звании техника-лейтенанта.
В 1958 году попал под хрущёвское сокращение Вооружённых Сил СССР. Начал работать слесарем-сборщиком в школе ружейного мастерства на Ижевском механическом заводе, где достаточно быстро проявил творческие способности. 
В 1961 году перешёл в отдел главного конструктора. 
Высшее техническое образование получил без отрыва от производства: в 1966 году окончил вечернее отделение Ижевского механического института. Пробовал себя и экспериментировал в разных областях. 
Участвовал в разработках охотничьего оружия: двуствольного ружья ИЖ-58М и одноствольного ружья ИЖ-18Е с эжекторным механизмом.
В начале 1970х годов он разработал эжектор к ружью ИЖ-27. В дальнейшем, эжекторный механизм ИЖ-27Е был запатентован в Бельгии, ГДР, Италии, Канаде, Норвегии и Швеции. 
В 1973—1979 гг. — начальник КБ пневматики и одноствольных ружей, инженер-конструктор.
В 1973 году под руководством Г. Я. Протопопова началась разработка спортивного пневматического пистолета компрессионного типа ИЖ-33, затем была проведена модернизация этого пистолета (выпуск ИЖ-33М начался в 1984 году).
С 1980 года — руководитель группы НИОКР отдела главного конструктора, работал в нем до 1989 года.
3 апреля 1989 года умер от сердечного приступа.

## Разработки
Автор 23 изобретений (18 внедрено в производство), 17 авторских свидетельств и 3 свидетельств на промышленные образцы. 
Руководитель разработки и постановки на производство:
- винтовок: ИЖ-32, ИЖ-32БК, ИЖ-32М, ИЖ-38
- пистолетов: ИЖ-33, ИЖ-40, ИЖ-46, ИЖ-53

## Авторские свидетельства на изобретения
- А. А. Климов, Н. В. Репин, Г. Я. Протопопов (Ижевский механический завод). Эжекторный механизм к спортивно-охотничьим ружьям. Авторское свидетельство СССР № 268942

## Государственные награды
- Лауреат премии Совета Министров СССР (1983) — за заслуги в создании новых моделей пневматического оружия.[1]